# Shenton Way
Shenton Way es una importante arteria de la Zona Central de Singapur, conocida principalmente por los rascacielos de oficinas que se encuentran a lo largo de su recorrido. Shenton Way es una calle de un sentido que empieza en la intersección de Boon Tat Street, Raffles Quay y Commerce Street y termina en Keppel Road.

## Historia

### Planificación y construcción
En enero de 1948, el Gobierno colonial británico de Singapur anunció un proyecto en las tierras ganadas al mar de Telok Ayer, que consistía en la urbanización de 23 000 m² de tierras de propiedad estatal y la prolongación de Raffles Quay desde Boon Tat Street hasta Prince Edward Road. La prolongación de Raffles Quay fue recomendada al Gobierno por el informe de un comité especial en septiembre de 1948, para mejorar la conexión entre la zona central y el puerto y permitir la urbanización de las tierras ganadas al mar entre Tanjong Pagar y Finalyson Green. En diciembre de 1950 ya habían empezado las obras de la primera fase de la prolongación entre Raffles Quay y Prince Edward Road, mientras se esperaba que la segunda fase, que conectaría Prince Edward Road con el Puerto de Singapur, empezara en 1951.
La primera sección de la calle abrió al tráfico en agosto de 1951 y fue inaugurada por el entonces gobernador de Singapur, Franklin Gibson. La calle, que tenía dos calzadas de 8,2 m, fue llamada Shenton Way en honor a Shenton Thomas, en reconocimiento a su servicio a Singapur durante su mandato como gobernador. Los planes para la segunda fase, que conectaría la sección inicial con el puerto, fueron presentados para su aprobación en julio de 1951, y se completó en 1952.

### Planes iniciales de desarrollo

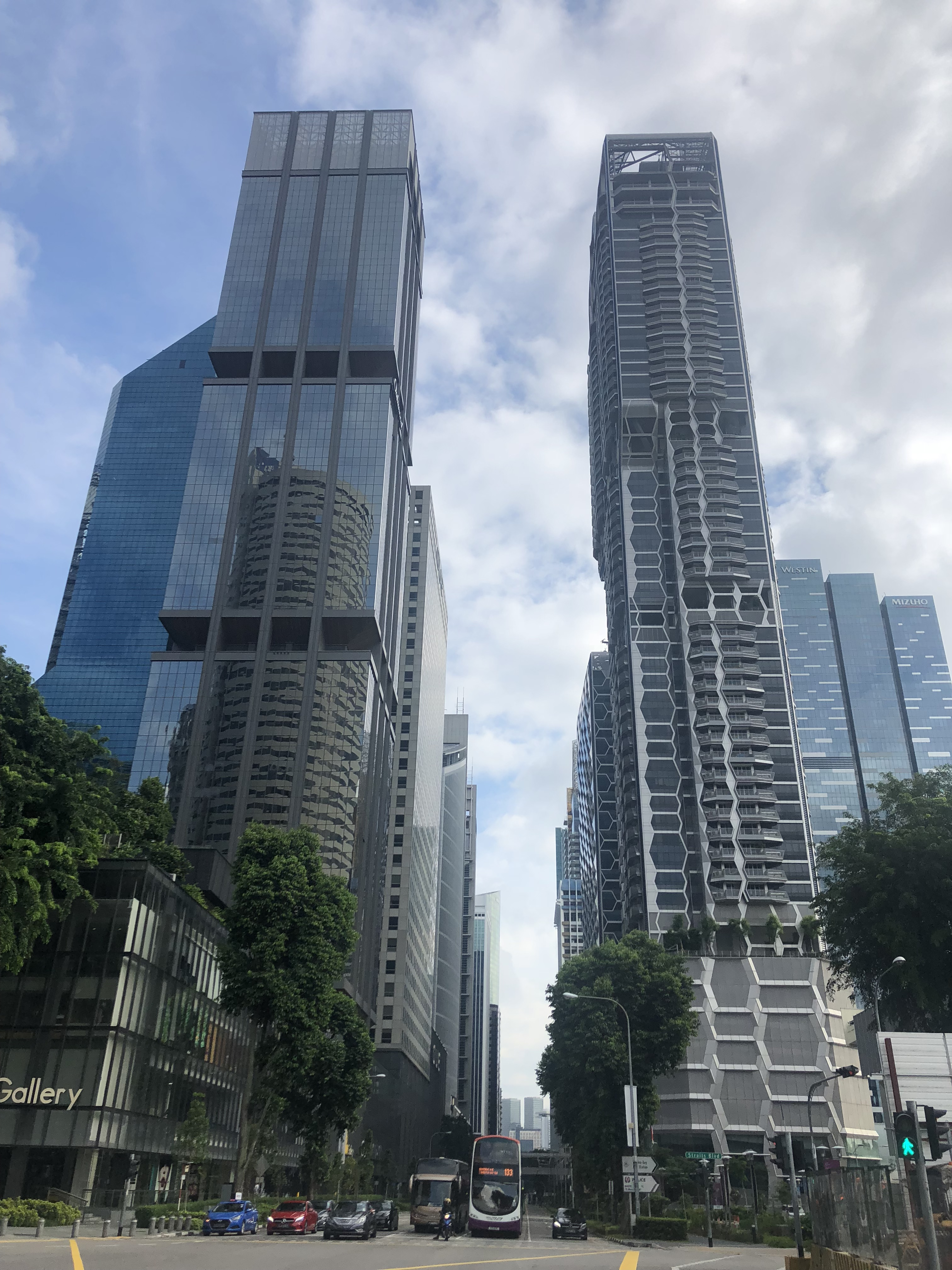
Shenton Way en 2018.

En febrero de 1952, el Gobierno colonial puso en marcha un plan para la urbanización de la zona, ofreciendo la venta de diecisiete solares a lo largo de Shenton Way y Robinson Road con un leasehold de 99 años. Estos solares fueron vendidos con la condición de que en ellos se construyeran edificios de diez plantas con un diseño y acabado exterior uniforme, de acuerdo con las regulaciones gubernamentales sobre su construcción y uso, en un plazo máximo de cuatro años.
Los solares fueron subastados a promotores en marzo de 1952, adjudicándose por un total de más de 3 900 000 dólares, en la que The Straits Times describió como una «subasta récord». Sin embargo, pronto surgieron problemas: varios promotores no pudieron conseguir que sus proyectos fueran aprobados porque el coste mínimo de construcción de un millón de dólares establecido por las condiciones del alquiler excedía del límite de 50 000 dólares fijado por la Ordenanza de Control de Edificación. El desarrollo se reaunudó después de que el Gobierno anunciara la relajación de la mayoría de restricciones establecidas por esta ordenanza, pero se encontró con otro obstáculo cuando los promotores no pudieron encontrar roca sólida para los cimientos. Un promotor llevó un taladro con cabeza de diamante del Reino Unido y un especialista de Australia para ayudar en el proceso, encontrando roca sólida y agua subterránea bajo el suelo. La profundidad de la roca, junto con la presencia de agua subterránea, exigió el uso de pilotes prefabricados más caros, elevando los costes de construcción.
En septiembre de 1953, solo dos promotores habían empezado las obras, mientras varios otros estaban contemplando abandonar el proyecto debido al inicio de una recesión económica y a los altos costes de construcción. Posteriormente, en junio de 1954, la propiedad de once de los solares subastados a los promotores revirtió al Gobierno, debido a que no habían empezado la construcción en el plazo estipulado de dos años.
En enero de 1956, el Gobierno anunció un nuevo proyecto para el desarrollo de la zona, que incluía la construcción del Politécnico de Singapur y de oficinas gubernamentales. Las obras del Politécnico empezaron en agosto de 1956 y las clases empezaron en noviembre de 1958, pero el proyecto de oficinas gubernamentales fue cancelado por el Gobierno en abril de 1958 debido a una recesión comercial. Además, entre 1962 y 1965 se construyó en Shenton Way la Casa Sindical (en inglés: Trade Union House), sede del Congreso Nacional de Sindicatos.

### Desarrollo posterior
En 1963, gran parte del distrito financiero de Singapur, entre Raffles Place, High Street y North Bridge Road, ya había sido urbanizado y, de acuerdo con The Straits Times, los promotores inmobiliarios pidieron al Gobierno de Singapur que permitiera la urbanización de la zona de Shenton Way. En respuesta, en octubre de 1963 el Gobierno anunció que permitiría a las empresas privadas urbanizar un solar en Shenton Way, situado junto a la Casa Sindical, para «usos administrativos». El solar, subdividido en cuatro parcelas, fue vendido con un leasehold de 99 años en 1964.
Desde la década de 1950, Shenton Way ha pasado a ser conocida como la «Wall Street de Singapur», especialmente después de que a partir de la década de 1970 se construyeran en ella rascacielos de oficinas comerciales y gubernamentales, y en la actualidad continúa siendo una dirección comercial privilegiada, a la altura de Raffles Place.

## Transporte público

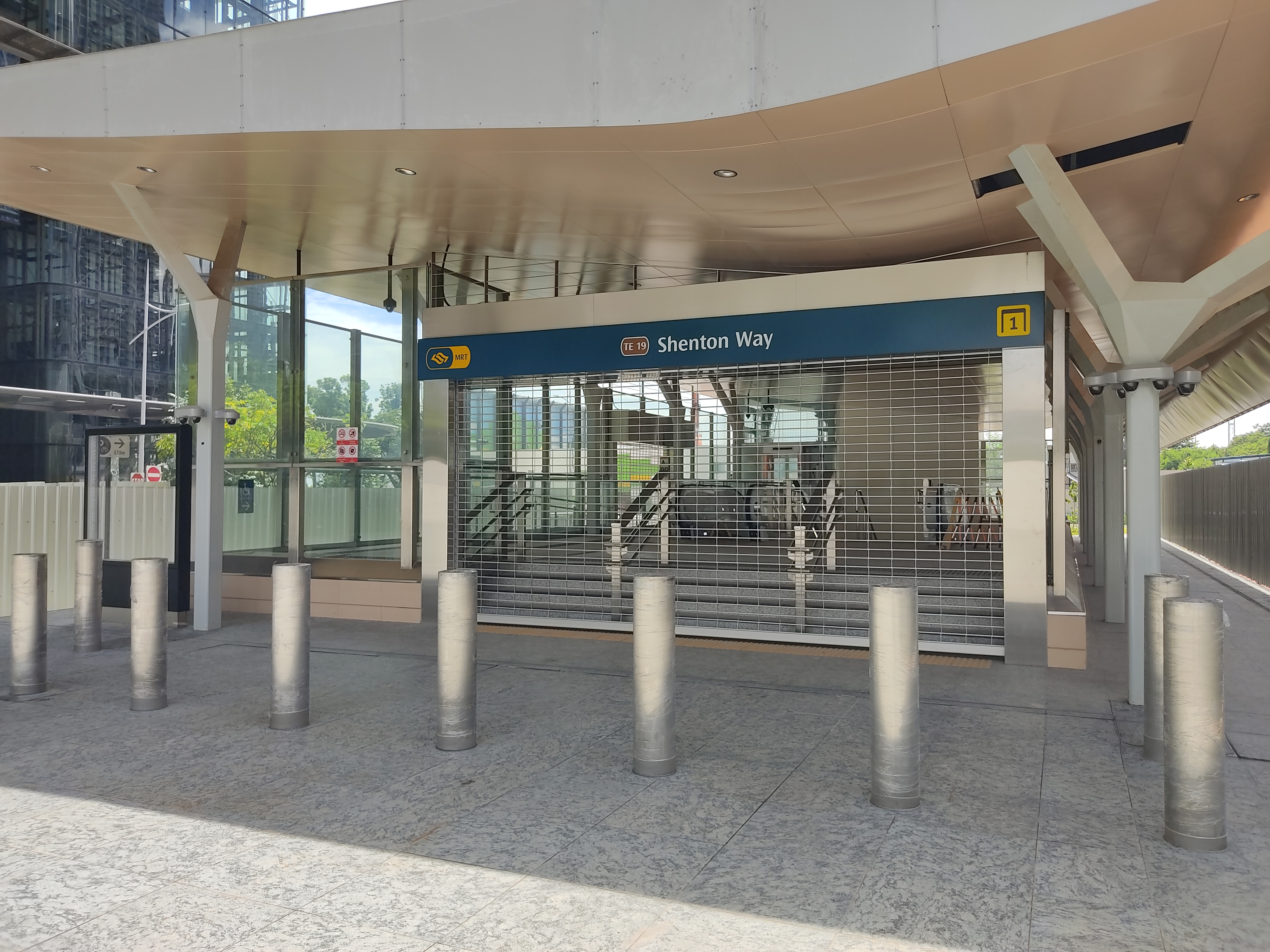
La estación de Shenton Way del Metro de Singapur.

### Autobuses
La terminal de autobuses de Shenton Way está situada en el 31 de Shenton Way.

### Metro de Singapur
La calle está servida por la estación de Shenton Way de la línea Thomson–Costa Este del Metro de Singapur, situada en Park Street, junto al edificio Asia Square. Otras estaciones cercanas son la estación de Downtown de la línea Downtown y la estación de Prince Edward Road de la línea circular, en construcción, que se ubicará en el extremo de la calle hacia Keppel.

## Edificios a lo largo de Shenton Way
- One Shenton Way
- AXA Tower (también conocida como 8 Shenton Way)
- SGX Centre
- OUE Downtown (antiguamente DBS Building)
- Sala de Conferencias de Singapur (antigua Casa Sindical)
- MAS Building
- Shenton House
- Eon Shenton
- 76 Shenton Way
- 78 Shenton Way
- V on Shenton (antiguamente UIC Building)
- Hock Teck See, construido en 1844
- Estación de autobuses de Shenton Way